# Il tabarro
(Luigi)
Il tabarro è un'opera in un atto di Giacomo Puccini, su libretto di Giuseppe Adami tratto da La houppelande di Didier Gold.
Fa parte del Trittico.
La prima assoluta ebbe luogo il 14 dicembre 1918 al Metropolitan di New York, dove fino al 2009 ha avuto 80 rappresentazioni.
Tra gli interpreti della prima, il tenore Giulio Crimi nel ruolo di Luigi, Claudia Muzio come Giorgetta, Luigi Montesanto come Michele ed Angelo Badà come Tinca.
La composizione del pannello tragico del Trittico pucciniano avvenne in due fasi, fra l'estate e l'autunno del 1913 e fra l'ottobre 1915 e il novembre 1916.
L'interruzione fu dovuta alla necessità di lavorare a La rondine, opera per la quale Puccini aveva sottoscritto un contratto. Al contrario, Il tabarro fu composto senza conoscerne la destinazione.
Come opera in un atto non sarebbe bastato a coprire la durata di uno spettacolo teatrale, tanto che Puccini pensò inizialmente di abbinarlo ad una ripresa della sua prima opera, Le Villi, all'epoca quasi dimenticata. Solo in seguito all'incontro col librettista Giovacchino Forzano, Puccini decise di farne il primo pannello di un trittico di opere in un atto da eseguirsi in un'unica sera.

## Caratteri stilistici

Caramba, bozzetto originale per Giorgetta (1918), il Tabarro

Nei decenni, pur senza mai diventare un'opera popolare, Il tabarro si è guadagnato un posto di tutto rispetto tra le opere di Puccini. L'intenzionale assenza di melodie facili, di quelle che colpiscono immediatamente l'orecchio, è compensata da un'estrema densità drammatica e compositiva. Puccini lavora per lo più su leitmotiv di poche note, elaborandoli sul piano delle sonorità più che su quello armonico. Al contrario, è a partire da quest'opera che Puccini inizia a costruire le sue partiture per grandi blocchi tonali, di monumentale staticità.
Sul piano drammaturgico, Il tabarro sembrerebbe segnare un inatteso e tardivo omaggio all'opera verista. L'azione si svolge infatti nei bassifondi di Parigi, in riva alla Senna, tra scaricatori e donne del popolo. Due decenni prima, nel momento di massima fortuna del melodramma verista, Puccini aveva evitato di aderire a questo filone, rinunciando a mettere in musica La lupa di Verga. 
Nel farlo ora, fuori tempo massimo, ne rovescia di segno i principi estetici. Nessuno dei suoi lavori è infatti così lontano dal tono nazional-popolare di Cavalleria rusticana, di Pagliacci e delle altre celebri opere della stagione verista. La severità con cui la musica si concentra sul dramma può semmai richiamare alla lontana l'idea verdiana di un teatro musicale in cui tutto dev'essere al servizio del dramma.
La più cupa tra le opere di Puccini è imperniata sull'idea del tempo che passa, incarnata metaforicamente dall'ora del tramonto, dalla stagione autunnale e soprattutto dal lento, inesorabile scorrere del fiume, intorno al quale l'intera vicenda si sviluppa. Un'idea alla quale rinvia anche l'uso massiccio di tempi a struttura ternaria, il cui moto circolare guida i protagonisti verso la tragedia avvolti in un clima di danzante erotismo. Dice la protagonista: «Io capisco una musica sola: quella che fa danzare», ma la musica che accompagna le sue parole è la stessa che aprirà il suo appassionato duetto d'amore con Luigi.

## Trama

Caramba, bozzetto originale per Luigi (1918), il Tabarro

Caramba, bozzetto originale per Michele (1918), il Tabarro

Parigi, 1910. Su un molo a ridosso della Senna è ancorato un vecchio barcone da carico, di cui è proprietario Michele; questi, sposato con Giorgetta, una parigina molto più giovane di lui, sospetta che la moglie, sempre più insofferente e distante, lo tradisca con un altro uomo. In effetti Giorgetta ha una tresca con Luigi, un giovane scaricatore alle dipendenze di Michele: ogni notte, quando Michele si addormenta, la donna accende un fiammifero come segnale per richiamare a sé l'amante dal barcone accanto.
Al tramonto, mentre si concludono le operazioni di scarico e inizia la vita serale parigina, si svolgono le schermaglie del Tinca e del Talpa, scaricatori di Michele, e della Frugola, moglie del Talpa. Michele, intanto, tenta in ogni modo di intenerire Giorgetta, senza sapere che sta per perderla definitivamente: con un pretesto, Luigi gli ha infatti chiesto di attraccare a Rouen il giorno dopo, in modo da poter scappare insieme all'amata.
Michele compie un estremo tentativo di risvegliare la passione di un tempo ricordando a Giorgetta il loro figlioletto, morto l'anno prima, e rievoca i giorni in cui madre e figlio cercavano rifugio nel suo tabarro; Giorgetta reagisce con sdegno e si ritira nella sua stanza in attesa che il marito la segua e si assopisca, per potersi incontrare con Luigi.
Ormai sfinito e addolorato, Michele indugia chiedendosi chi possa essere l'amante di sua moglie, deciso a vendicarsi. Quando accende la sua pipa, Luigi scambia quel chiarore per il segnale di Giorgetta, e balza sul barcone credendo di trovarci l'amante; Michele lo aggredisce e, dopo averlo riconosciuto, lo afferra per la gola e lo costringe a confessare la tresca, per poi strangolarlo, quindi ne avvolge il corpo esanime dentro al suo tabarro. Attirata dal trambusto, Giorgetta esce dall'imbarcazione e, impaurita, sembra quasi mostrare rimorso nei confronti del marito; Michele la invita allora a rifugiarsi nuovamente nel suo tabarro, solo per costringere la donna a scoprire il cadavere del suo amante.

## Brani celebri

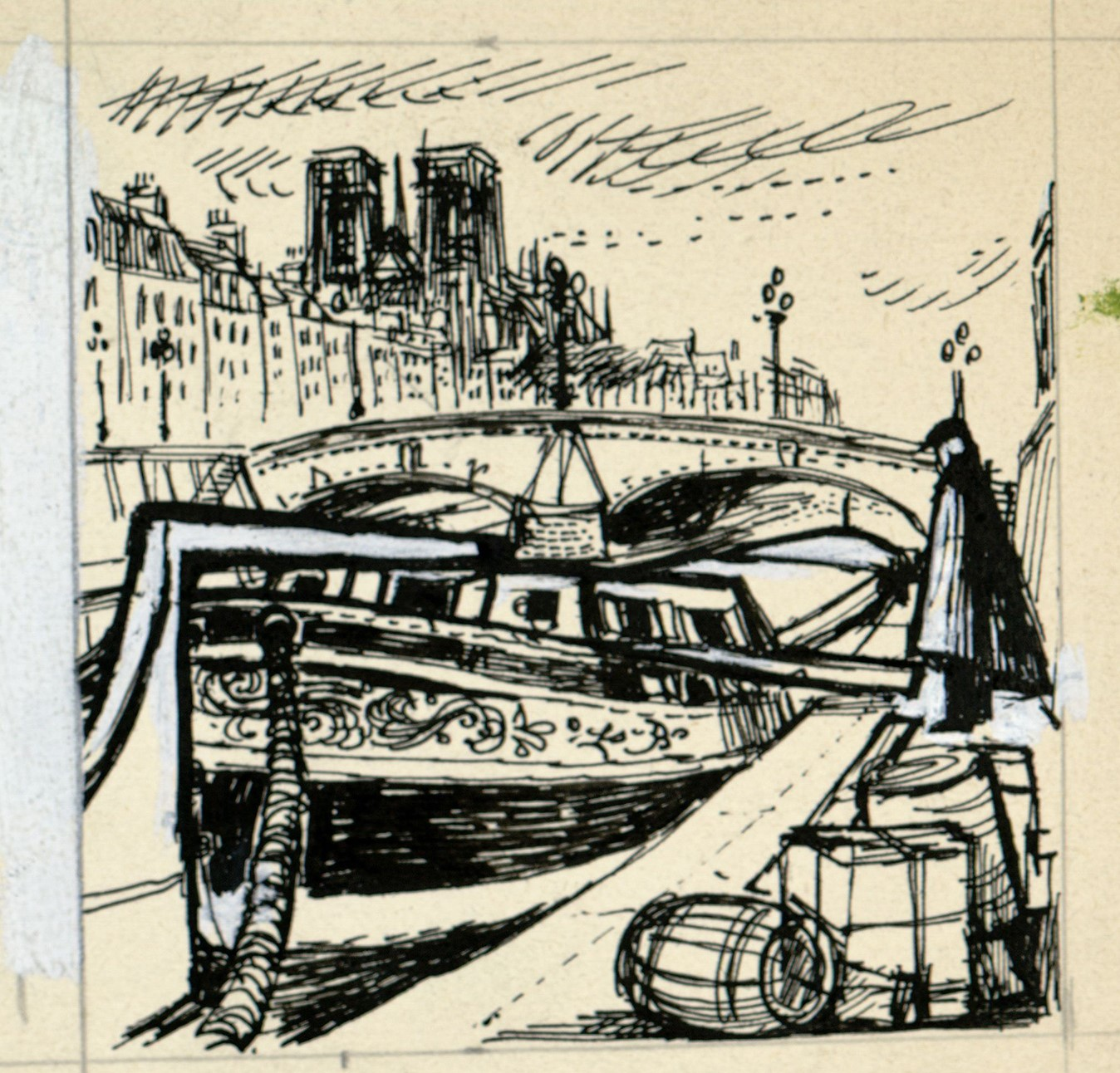
Disegno per copertina di libretto, disegno per Il Tabarro (s.d.). Archivio Storico Ricordi

- Hai ben ragione! meglio non pensare ("tirata" di Luigi)
- È ben altro il mio sogno (romanza di Giorgetta)
- Nulla! Silenzio! (romanza di Michele, nella prima versione: Scorri, fiume eterno)

## Organico orchestrale
La partitura di Puccini prevede l'utilizzo di:
- ottavino, 2 flauti, 2 oboi, corno inglese, 2 clarinetti, clarinetto basso, 2 fagotti
- 4 corni, 3 trombe, 3 tromboni, trombone basso
- timpani, tamburo, triangolo, piatti, tam-tam, grancassa
- glockenspiel, celesta, arpa
- archi.

Da suonare sul palco:
- cornetta, tromba d'automobile, arpa, sirena, campana grave

## Adattamenti televisivi
- Il tabarro, 54 minuti, edizione RAI per la televisione del 23 gennaio 1957 sul Programma nazionale[2], alle ore 21, con Carlo Tagliabue nella parte del protagonista, Mirto Picchi come Luigi, Mario Carlin nella parte del Tinca. Personaggi e interpreti: Carlo Tagliabue (Michele), Mirto Picchi (Luigi), Mario Carlin (il "Tinca"), Eraldo Coda (il "Talpa"), Clara Petrella (Giorgetta), Mafalda Masini (la frugola), Walter Artioli (venditore di canzonette), Elvira Galassi e Dino Rulli (due amanti). Orchestra e Coro di Milano della Radiotelevisione Italiana. Direttore: Oliviero De Fabritiis. Istruttore del coro: Roberto Benaglio. Scene e costumi: Karl Hermann Joksch. Luci: Giulio Laure. Assistente di studio: Duilio Camurati. Segretaria di produzione: Maria Maddalena Yon.

## Discografia
| Anno | Cast (Michele, Giorgetta, Luigi)                  | Direttore         | Etichetta    |
| ---- | ------------------------------------------------- | ----------------- | ------------ |
| 1956 | Tito Gobbi, Margaret Mas, Giacinto Prandelli      | Vincenzo Bellezza | EMI          |
| 1962 | Robert Merrill, Renata Tebaldi, Mario Del Monaco  | Lamberto Gardelli | Decca        |
| 1971 | Sherrill Milnes, Leontyne Price, Plácido Domingo  | Erich Leinsdorf   | RCA          |
| 1977 | Ingvar Wixell, Renata Scotto, Plácido Domingo     | Lorin Maazel      | Sony         |
| 1987 | Siegmunt Nimsgern, Ilona Tokody, Giorgio Lamberti | Giuseppe Patané   | RCA Classics |
| 1991 | Juan Pons, Mirella Freni, Giuseppe Giacomini      | Bruno Bartoletti  | Decca        |
| 1997 | Carlo Guelfi, Marija Hulehina, Neil Shicoff       | Antonio Pappano   | EMI          |

## Videografia
| Anno | Cast (Michele, Giorgetta, Luigi)                       | Direttore            | Etichetta           |
| ---- | ------------------------------------------------------ | -------------------- | ------------------- |
| 1983 | Piero Cappuccilli, Sylvia Sass, Nicola Martinucci      | Gianandrea Gavazzeni | NVC Arts            |
| 1994 | Juan Pons, Teresa Stratas, Plácido Domingo             | James Levine         | Deutsche Grammophon |
| 1998 | Juan Pons, Stephanie Friede, José Cura                 | Riccardo Chailly     | Avro Klassiek       |
| 2007 | Alberto Mastromarino, Amarilli Nizza, Rubens Pelizzari | Julian Reynolds      | TDK                 |
| 2008 | Juan Pons, Paoletta Marrocu, Miroslav Dvorský          | Riccardo Chailly     | Hardy Classics      |
| 2011 | Lucio Gallo, Eva-Maria Westbroek, Aleksandrs Antoņenko | Antonio Pappano      | Opus Arte           |

## DVD parziale
- Tabarro/Pagliacci, Levine/Pons/Stratas/Domingo, regia Franco Zeffirelli - 1994 Deutsche Grammophon